# ハインツ・クッティン
ハインツ・クッティン（Heinz Kuttin、1971年1月5日 - ）は、オーストリア、ケルンテン州シュトッケンボイ(Stockenboi)Gassen地区出身の元スキージャンプ選手で現在スキージャンプ指導者。現役時代は1988年から1995年にかけて国際大会で活躍した。

## プロフィール
クッティンはまずノルディックスキージュニア世界選手権で華々しい活躍を見せた。1988年地元ザールフェルデン（オーストリア）大会で個人・団体の2冠、翌1989年は団体金メダル、個人4位、1990年は再び個人・団体の2冠とメダルを荒稼ぎした。
17歳で出場した1988年カルガリーオリンピックでは70m級6位入賞、1992年アルベールビルオリンピックでラージヒル団体銀メダル、ラージヒル個人で銅メダルの2個のメダルを獲得。次の1994年リレハンメルオリンピックでもラージヒル団体で銅メダルを獲得した。
ノルディックスキー世界選手権でも素晴らしい成績を残した。1989年ラハティ（フィンランド大会ノーマルヒル個人銅メダル。1991年ヴァル・ディ・フィエンメ大会（イタリア）でノーマルヒル個人、ラージヒル団体の2冠、1993年ファルン大会（スウェーデン）でラージヒル団体銅メダルと合計4つのメダルを手にした。
スキージャンプ・ワールドカップは通算2勝（2位6回、3位5回）で、1990/91シーズンには自己最高の総合7位となっている。
けがに悩まされ、1995年に24歳で現役引退した後はフィラハのノルディックスキーセンター指導者となり、2002年から2003年まではシュテファン・ホルンガッハーと一緒にハンヌ・レピストヘッドコーチの元オーストリアナショナルチームコーチを務めた。2003年はポーランドBチームのコーチとなり、2004年から2006年まではポーランドナショナルチームのコーチを務めた。
2008年はドイツナショナルBチームのコーチを務めている。